# 김성훈 (배우)
김성훈(1981년 11월 7일 ~ )은 대한민국의 배우이다.

## 학력
- 경성대학교 연극영화과 학사

## 출연작

### 드라마
- 《칼과 꽃》 (2013년, KBS2)
- 《아름다운 나의신부》 (2015년, OCN) - 심한주 역
- 《마담 앙트완》 (2016년, JTBC) - 이비서 역
- 《공항 가는 길》 (2016년, KBS2) - 박창훈 역
- 《시카고 타자기》 (2017년, tvN) - 이정봉 역
- 《황금빛 내 인생》 (2017년, KBS2) - 이용국 역
- 《미스 마 - 복수의 여신》 (2018년, SBS) - 고말구의 부하 역
- 《자백》 (2019년, tvN) - 성준식 역

### 연극
- 《뉴보잉보잉》 (2009년) - 순성 역
- 《아찔한 데이트》 (2012년) - 매니저 승연친구 엄마 준호친구 역
- 《작업의 정석》 (2012년) - 멀티남 역
- 《가정부 옥희님》 (2013년) - 휘이재 역
- 《바람과 함께 사라지다》 (2013년) - 휘이재 역
- 《마술가게》 (2014년) - 경비 역
- 《연애의 목적》 (2015년) - 이대로 역